# بيل كروفورد
بيل كروفورد (بالإنجليزية: Bill Crawford)‏ هو سياسي أمريكي، ولد في 28 يناير 1936 في إنديانابوليس في الولايات المتحدة، وتوفي في 25 سبتمبر 2015. حزبياً، نشط في الحزب الديمقراطي. وقد انتخب عضو مجلس نواب إنديانا.